# Alerte!
Alerte! è un cortometraggio del 1912 diretto dai registi George Pallu e E. Berny.